# Scissione (psicologia)
Nelle teorie psicodinamiche, la scissione o frammentazione (in tedesco Spaltung), è un meccanismo di difesa che consiste nello "scindere", separare, disgiungere in modo netto le qualità contraddittorie (o ritenute tali) ma conviventi dell'Io o dell'oggetto. È un meccanismo di difesa primitivo, proprio dei primi mesi di vita, che nell'adulto può presentarsi in varie forme di psicosi.

## Il meccanismo di difesa
Se, ad esempio, ci rapportiamo ad una persona ritenuta "amica", che rivela un aspetto di sé che non condividiamo o un comportamento che ci ferisce, può capitare che arriveremo a scindere le qualità "buone" della persona da quelle "cattive", per non rinunciare al nostro oggetto di relazione ("trasformato" in un oggetto buono e nettamente distinto da quello cattivo, svalorizzato). In altri casi si può valorizzare l'oggetto cattivo, le qualità sgradite della persona amica, negando fortemente la componente accettata ed amata.
Alla base della scissione sta, dunque, un meccanismo arcaico che tende a non tollerare la componente contraddittoria della realtà affettiva, e mirata evolutivamente alla ricerca di relazioni "buone", gratificanti, senza far scoraggiare l'individuo di fronte ad esperienze frustranti. La scissione è un meccanismo di difesa con una funzione adattiva per il bambino e che, nell'adolescenza e nell'età adulta, opera una separazione di qualità dell'oggetto o dell'Io, pur non compromettendo l'esame di realtà.
Trattandosi di un meccanismo di difesa arcaico, che nasce in senso evolutivo, la scissione può presentare (in alcuni casi e con un impiego massiccio e rigido) aspetti fortemente maladattivi.

## L'origine della scissione
Secondo Melanie Klein la scissione è un meccanismo fondamentale nello sviluppo psichico infantile e corrisponde alla posizione schizoparanoide.
Durante l'allattamento, il bambino di pochi mesi percepisce un "ambiente relazionale" rappresentato dal seno materno, il primo oggetto d'amore incontrato e fonte di nutrimento, quindi assurto a simbolo onnipotente. Il seno è in grado di appagare il bisogno alimentare del bambino e di frustrarlo, ad esempio negandosi quando il bambino segnala la fame con il pianto, o non rispettando i ritmi del piccolo. In questo contesto la scissione opera una fondamentale separazione delle qualità gratificanti (buone) del seno da quelle frustranti (cattive), per incoraggiare il bambino a ricercare il seno malgrado le esperienze sgradite che lo riguardano. Assieme alla scissione dell'oggetto, avviene la scissione dell'Io, che aggredirà l'oggetto cattivo e ricercherà avidamente quello buono. Questo meccanismo di difesa opererà con tutti gli oggetti relazionali precoci, per poi "risolversi" integrando gratificazione e frustrazione operanti nella posizione depressiva del bambino.

## La scissione nelle psicosi
Nell'analisi strutturale delle psicosi emerge una consistente scissione dell'Io dalla realtà ambientale. I processi psichici sono quasi tutti di natura interna, con una compromissione parziale delle capacità percettive, a danno dell'esame di realtà. Questo ritiro psichico è evidente nelle manifestazioni dei deliri e delle allucinazioni, fenomeni presenti nelle varie forme di psicosi.
Le principali ipotesi psicodinamiche sulle psicosi evidenziano un uso massiccio del meccanismo della scissione, a danno dell'integrità strutturale dell'Io. Come notò argutamente la Klein, a una scissione dell'oggetto corrisponde una scissione del soggetto. Un ricorso difensivo rigido e continuo della scissione può dunque condurre alla dissociazione, vale a dire a una frammentazione dell'Io reso instabile da troppi affetti e pensieri contraddittori. Ciò starebbe alla base del crollo psicotico con cui avviene una separazione mentale dalla realtà.